# Tomb Raider (film 2018)
Tomb Raider è un film del 2018 diretto da Roar Uthaug.
Tratta dall'omonimo videogioco del 2013 creato da Crystal Dynamics, la pellicola è il reboot della saga cinematografica ispirata alla serie videoludica e ha come protagonista l'esploratrice Lara Croft interpretata da Alicia Vikander.

## Trama
Lara Croft è una giovane donna che, in seguito alla scomparsa del padre, vive alla giornata facendo lavori saltuari. In realtà Lara è destinata a ereditare una holding multinazionale, ma si rifiuta di prenderne possesso, poiché accettarla significherebbe interrompere le ricerche di suo padre e dichiararlo ufficialmente morto. Tuttavia la sua tutrice, Ana Miller, in seguito ad alcune difficoltà, la convince a farlo: recatasi a firmare, il notaio le consegna un rompicapo che contiene al suo interno una chiave.
La chiave apre una stanza segreta nascosta nel mausoleo di Croft Manor, contenente cimeli e dati del padre di Lara, mai più tornato da una spedizione nel Mar del Diavolo al largo del Giappone alla ricerca dell'isola di Yamatai e della tomba di Himiko, antica regina che si dice avesse il potere di dare la morte col solo tocco e che per questo fu confinata nell'isola. Convinta di poter trovare suo padre vivo, Lara decide di partire per cercare Yamatai. Fatto scalo a Hong Kong, Lara incontra Lu Ren, figlio del proprietario della barca che sette anni prima accompagnò Lord Croft nella missione in cui sparì; in cambio di una ricompensa e speranzoso di trovare suo padre, Lu Ren accetta di accompagnarla a sua volta. Durante la traversata una furibonda tempesta li fa naufragare sulle spiagge di Yamatai.
La ragazza viene accolta malamente da padre Mathias Vogel, capo di una spedizione segreta dell'Ordine della Trinità, un'antica organizzazione paramilitare dedita alla ricerca di cimeli soprannaturali per sinistri obiettivi. Lara scopre che l'uomo è anch'esso alla ricerca della tomba di Himiko, ma rivela anche di essere l'assassino del padre, colpevole di aver intralciato le ricerche. Mathias intrappola Lara e Lu Ren, ma lei sfugge ai suoi rapitori e nella fuga incontra proprio suo padre, in realtà solo fintosi morto per depistare indisturbato le ricerche di Mathias. Il padre vorrebbe che Lara tornasse indietro, ma la ragazza rifiuta di farlo senza prima liberare Lu Ren e gli altri prigionieri della Trinità. Durante le operazioni di salvataggio, però, Mathias cattura Lord Croft e trova l'ingresso sotterraneo della tomba di Himiko grazie agli appunti sottratti a Lara: minacciandola di uccidere suo padre, la costringe ad aprire la tomba.
Dopo aver superato trappole e meccanismi assassini di ogni genere, i tre giungono al sepolcro di Himiko: al contatto con la salma, però, alcuni soldati di Mathias si trasformano in zombi: Himiko era infatti l'unica portatrice sana di un terribile virus in grado di alterare la psiche umana, e si era fatta seppellire viva allo scopo di proteggere i suoi sudditi dal morbo. Mathias ne ruba un campione per poterlo riprodurre, ma Lara ingaggia con lui e i suoi soldati una battaglia; Lord Croft, infettato a sua volta, si fa esplodere all'interno della tomba. Lara riesce infine a uccidere Mathias e a scappare dal crollo del mausoleo, venendo salvata da Lu Ren.
Di ritorno a Londra, Lara firma i documenti per l'eredità, ma poco dopo scopre che Ana è in realtà un'agente dell'Ordine della Trinità. La ragazza decide così di prepararsi a una nuova avventura per combattere l'organizzazione.

## Produzione

### Sviluppo
Nel marzo 2011 la GK Films di Graham King acquista i diritti cinematografici della serie con l'intenzione di produrre un nuovo film, reboot della precedente serie con protagonista Angelina Jolie. Nel maggio seguente viene riportato che Mark Fergus e Hawk Ostby hanno scritto la sceneggiatura del film. Nel marzo 2013 Darrell Gallagher di Crystal Dynamics, sviluppatore dei videogiochi di Tomb Raider, rivela che il film sarebbe stato basato sul videogioco del 2013, a sua volta reboot della serie videoludica, e che Crystal Dynamics avrebbe collaborato attivamente allo sviluppo del film. Nello stesso mese viene annunciato che la Metro-Goldwyn-Mayer ha acquistato i diritti della serie dalla GK Films, con cui avrebbe collaborato alla produzione del film. Nel luglio seguente viene annunciato che la sceneggiatura sarebbe stata scritta da Marti Noxon.

### Cast
Nel febbraio 2015 viene riportato che la Warner Bros. avrebbe co-prodotto, co-finanziato e distribuito il film, e Evan Daugherty viene annunciato come nuovo autore della sceneggiatura. Nel novembre 2015 viene annunciato che il film sarebbe stato diretto da Roar Uthaug e che Geneva Robertson-Dworet era in trattative per scrivere la sceneggiatura. Nell'aprile 2016 Alicia Vikander viene scelta per il ruolo della protagonista Lara Croft. Nel luglio 2016 viene fissata la data di uscita del film al 16 marzo 2018. Nel dicembre 2016 Walton Goggins entra nel cast nel ruolo di Mathias Vogel, antagonista principale del film. Nel gennaio 2017 entrano nel cast Daniel Wu nel ruolo di Lu Ren e Dominic West nel ruolo del padre di Lara. Nell'aprile 2017 si unisce al cast Hannah John-Kamen nel ruolo della migliore amica di Lara. Nel giugno 2017 viene rivelata la presenza nel cast di Antonio Aakeel.

### Riprese
Le riprese del film iniziano il 23 gennaio 2017 a Città del Capo, in Sudafrica, e terminano il 9 giugno 2017 agli studi Leavesden di Londra.
Il budget del film è stato di 94 milioni di dollari.

## Colonna sonora
La colonna sonora è stata composta da Junkie XL. La traccia principale del film, Run for Your Life, è stata composta da K.Flay su richiesta della Warner Bros., ed è stata pubblicata sul canale YouTube della cantante il 15 febbraio 2018.

## Promozione
Il primo teaser trailer viene diffuso il 18 settembre 2017 insieme al primo poster ufficiale, seguito il giorno successivo dal primo trailer.

## Distribuzione
Il film, la cui anteprima europea è avvenuta il 6 marzo 2018,  è stato distribuito nelle sale cinematografiche statunitensi a partire dal 16 marzo, anche in IMAX e 3D, ed in quelle italiane dal 15 marzo.

## Accoglienza

### Incassi
Nel primo fine settimana di programmazione nelle sale italiane, la pellicola si posiziona al primo posto con un incasso di 1,6 milioni di euro.
Il film ha incassato 58,2 milioni di dollari nel Nord America e 216,4 milioni nel resto del mondo, per un totale di 274,6 milioni di dollari.

### Critica
Sul sito web Rotten Tomatoes il film riceve il 51% delle recensioni professionali positive, con un voto medio di 5,4/10, basato su 283 critiche; mentre su Metacritic ottiene un punteggio di 48 su 100, basato su 52 recensioni.
Il critico Michael Phillips del Chicago Tribune ha assegnato al film due stelle su quattro, scrivendo: "non è così brutto per un'ora. Poi c'è un'altra ora. Quell'ora è piuttosto brutta. Non è divertente guardare la tua eroina d'azione venire spintonata, colpita e presa a calci a margine nel suo film, mentre gli uomini prendono il sopravvento e si alternano a vicenda prima di scadere". In Italia Antonio Dini di Fumettologica loda il film aggiungendo che «Tomb Raider è un buon inizio di qualcosa di nuovo».

## Riconoscimenti
- 2018 - Teen Choice Awards[29]
  - Candidatura per il miglior film d'azione
  - Candidatura per la miglior attrice in un film d'azione ad Alicia Vikander
- 2018 - E! People's Choice Awards[30]
  - Candidatura per la star d'azione preferita dal pubblico ad Alicia Vikander

## Sequel
A pochi giorni dalla distribuzione del film, l'attrice Alicia Vikander ha confermato che in caso di successo al botteghino, la Warner Bros. avrebbe dato il via libera ad un sequel.
Nell'aprile 2019 viene confermato lo sviluppo del sequel, che vedrà il ritorno di Alicia Vikander come protagonista, sarà scritto da Amy Jump e prodotto da Graham King ed Elizabeth Cantillon. Nel settembre 2019 viene annunciato Ben Wheatley come regista e viene fissata la data d'uscita al 19 marzo 2021.
Nel gennaio 2021 il posto da regista e sceneggiatrice viene affidato a Misha Green, ideatrice della serie Lovecraft Country - La terra dei demoni, che debutterà così come regista di un lungometraggio. Nel maggio dello stesso anno, la stessa Green ha annunciato di aver terminato la prima stesura della sceneggiatura ed il titolo provvisorio: Tomb Raider: Obsidian.
Nel luglio 2022 MGM ha perso i diritti per i film del franchise di Tomb Raider, che sono tornati alle compagnie che hanno creato il videogioco: Eidos and Crystal Dynamics, a loro volta acquisite da Embracer Group nel terzo trimestre del 2022.
Ne è conseguita la rinuncia di Vikander a riprendere il ruolo di Lara Croft, ed un'asta tra gli studios cinematografici per i diritti, vinta da Amazon MGM Studios.